# Кюрасао
Кюрасао (на нидерландски: Curaçao; на папиаменто: Корсоу, Kòrsou) е автономна островна държава, бивша колония на Кралство Нидерландия. Разположен в южната част на Карибско море, близо до крайбрежието на Венецуела.

## Географска характеристика
Островът е най-населен (145 000 души) и най-голям по площ (444 km²) от всички нидерландски владения в Карибско море и е автономна част на Кралство Нидерландия. Географски погледнато, островът е част от Южна Америка, но е също считан като част от Антилските острови. Релефът му е хълмист и нископланински с най-висок връх Кристофел (375 m), издигащ се в северозападната му част. Бреговете му на запад и юг са обкръжени от коралови рифове и има доста удобни за корабоплаването заливи. Климатът е субекваториален с годишна сума на валежите до 500 mm. Естествената растителност е представена предимно от ксерофилни храсти.
Най-големият град на острова Вилемстад е административен център и седалище на губернатора, представляващ монарха (Вилем-Александър). Вилемстад се състои от два района: Пунда, което в превод от местния език означава „място“, а другият се нарича Отробанда, означаващо „другата страна“. Двата бряга на Пунда и Отробанда са свързани с понтонния мост „Кралица Ема“. Запазените стари квартали се намират и в двете части на града.

## Историческа справка
Местното население на островите са били индианците араваки (арауаки). Първите европейци, достигнали до острова, са испанците от експедицията на Алонсо де Охеда през 1499 г. Испанците изтребват местното население. Островът е овладян от Нидерландия през 1634 г. Нидерландската западноиндийска компания основава селището Вилемстад на бреговете на малък залив, наречен Шотегат (Schottegat). Първоначално островът е пренебрегван от колониалистите поради липсата на основното нещо, което те са търсили в района – злато. По-късно обаче нещата се променят след оценяването на удобното естествено пристанище на Вилемстад като най-добро място за търговия в района. Мястото се превръща в основна търговска точка и важна точка в плаването на доста кораби. Постепенно Кюрасао се превръща във водещо място в търговията, особено в най-процъфтяващата част от нея по това време – търговията на роби от Африка. През 1662 година Нидерландската западноиндийска компания официално обявява острова за център на търговията с роби. Нидерландски търговци доставят чернокожи роби от Африка според сключено с Испания търговско споразумение, наречено „Асиенто“. По силата на това споразумение робите са изпращани с кораби до Южна Америка и Карибите. Мнозина се озовават на пазара в Кюрасао.
Островът е бил за кратко овладяван от французи и англичани, което довежда до разнообразие в езиците, говорени там. През 1863 г. нидерландците отменят робството.
Архитектурата на острова е типична за колониалния период, сериозно повлияна от нидерландския и испанския стил. Част от сградите около и във Вилемстад са обявени от ЮНЕСКО за световно културно наследство. Възстановени са типични къщи на земевладелци и жилища на роби, които днес се посещават като туристическа забележителност. Отмяната на робството води след себе си тежка икономическа ситуация за острова – голяма част от хората емигрират на други острови, значителна част се насочва в Куба, където е съсредоточено производството на захарна тръстика в огромни плантации.
Откриването на нефт в залива на Маракаибо през 1924 г. е последвано от значителен подем в икономиката на острова. Нидерландското правителство взема решение за построяване на рафиниращи мощности на мястото, където преди години са били карани хилядите роби от Асиенте. Тази инвестиция осигурява работа за значителна част от местното население, като дори започва имиграция на работници от околните острови. Кюрасао се оказва идеалното място за подобен вид дейност – далеч от гъстонаселени градски райони и същевременно близо до нефтените залежи на Маракаибо. Удобният залив на Вилемстад отново изиграва важна роля за развитието на острова, тъй като той е удобен за акостирането на огромните петролни танкери. Нефтената компания донася благоденствието отново на острова. Във Вилемстад започва кипеж на усилено строителство и скоро градът се сдобива с високо функционална инфраструктура. Формиралото се различие между отделните социални групи на острова прераства във вражда. Конфликтът кулминира в протестните акции от 30 май 1969 г. В резултат от създалото се движение за социална справедливост, местното афро-карибско население получава повече влияние върху политическите процеси.
Същевременно все повече започва да се развива туристическата дейност. Води се политика за ниски търговски данъци и такси, което усилва инвестиционния поток към острова.
До 10 октомври 2010 г. Кюрасао е в състава на Нидерландските Антили.

## Население
Населението на острова е мултиетническо. Преобладаваща част са така наречените афрокарибци. Останалата част са потомци на португалци, нидерландци, испанци, източноазиатци, араби. Има и много имигранти от съседни държави като Доминиканската република, Хаити, Колумбия.

## Фотогалерия
- Мост „Кралица Юлиана“, Вилемстад
- Сгради в Пунда, Вилемстад